# Estádio Ramón Tahuichi Aguilera
O Estádio Ramón Tahuichi Aguilera é um estádio localizado na cidade de Santa Cruz de la Sierra, na Bolívia; com uma altitude de 428 m.

## Histórico
Inaugurado em 1939, tem capacidade para 35.000 torcedores. É utilizado pelos Club Deportivo Oriente Petrolero, Club Blooming e Club Destroyers, no Campeonato Boliviano de Futebol.
Foi uma das sedes da Copa América 1997. É o segundo maior estádio da Bolívia, atrás apenas do Estádio Hernando Siles.
Todo ano, o estádio recebe um dos mais importantes campeonatos de juvenis (Sub-15) do mundo: O Mundialito. Vários clubes internacionais, entre eles o Real Madrid da Espanha, já disputaram esse torneio.

### Copa Sul-Americana
O estádio foi escolhido como o palco da decisão da Copa Sul-Americana de 2025.